# Рожер Цицеро
Рожер Марчел Цицеро (Берлин, 6. јул 1970 — Хамбург, 24. март 2016) био је немачки џез музичар, син румунског пијанисте Еугена Цицера.
Представљао је Немачку на Песми Евровизије 2007. у Финској. Наступао је у Хартвал Арени, 12. маја 2007. у Финалу. Рожер је завршио на 19. месту са само 49 поена, изводио је песму на немачком језику, под називом „Frauen Regier'n die Welt”, (срп. Жене владају светом). Рожер је познат у Америци, као и широм Европе, посебно у Аустрији, Швајцарској и Лихтенштајну.
До 2008. издао је шест албума и седам синглова. Рожер има планове да се и на Песми Евровизије 2009. у Москви, појави у улози представника Немачке.